# Ashvin Kumar

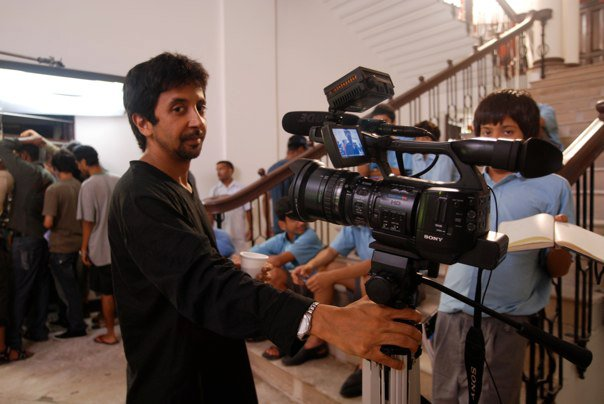
Ashvin Kumar (2010)

Ashvin Kumar (* 1973 in Kalkutta) ist ein indischer Filmregisseur, Filmproduzent und Drehbuchautor.

## Karriere
Ashvin Kumar wurde 1973 in Kalkutta geboren. Bevor er im Filmgeschäft zu arbeiten begann, war er als Regisseur am Theater verantwortlich. Nach seinem Wechsel im Jahr 2003, gab er sein Regiedebüt mit dem Film Road to Ladakh, wofür er als Produzent tätig war und das Drehbuch verfasste. Sein zweiter Film, Little Terrorist, brachte ihm bei der Oscarverleihung 2005 eine Nominierung in der Kategorie „Bester Kurzfilm“ ein. Die Auszeichnung ging aber an die Konkurrentin Andrea Arnold mit dem Beitrag Wespen. In den folgenden Jahren wurden Dokumentarfilme wie Inshallah, football, Inshallah, Kashmir und der Dokumentar-Kurzfilm I am Not Here veröffentlicht, bei denen Kumar als Regisseur oder Produzent tätig war oder das Drehbuch verfasste oder auch als Filmeditor zuständig war.

## Filmografie (Auswahl)
- 2003: Road to Ladakh
- 2004: Little Terrorist (Kurzfilm)
- 2010: Inshallah, football (Dokumentarfilm)
- 2012: Inshallah, Kashmir (Dokumentarfilm)
- 2015: I am Not Here (Dokumentarkurzfilm)